# وولفگانگ پورشه
وولفگانگ پورشه (به آلمانی: Wolfgang Porsche) (زاده ۱۰ مه ۱۹۴۳) کارآفرین، بازرگان و مدیر ارشد اجرایی آلمانی اتریشی‌تبار است، که اکنون به‌عنوان رییس هیئت مدیره شرکت پورشه فعالیت می‌نماید.
وی کوچکترین فرزند فری پورشه (بنیانگذار پورشه هلدینگ) و نوه فردیناند پورشه (بنیانگذار پورشه و از پایه‌های اصلی تأسیس گروه فولکس‌واگن)، همچنین پسر دایی فردیناند پیئش؛ رییس هیئت مدیره کنونی گروه فولکس‌واگن می‌باشد.